# Mnîșîn, Hoșcea
Mnîșîn (în ucraineană Мнишин) este un sat în comuna Horbakiv din raionul Hoșcea, regiunea Rivne, Ucraina.

## Demografie
Componența lingvistică a localității Mnîșîn
     Ucraineană (99,09%)
     Alte limbi (0,91%)
Conform recensământului din 2001, majoritatea populației localității Mnîșîn era vorbitoare de ucraineană (99,09%), existând în minoritate și vorbitori de alte limbi.